# Йохан I фон Райнек
Йохан I фон Райнек (на немски: Johann I von Rheineck; * пр. 1209; † сл. 1229) е бургграф на замък Райнек на Рейн при Брайзиг в Рейнланд-Пфалц.

## Произход
Той е единственият син на Йоханес фон Райнек († сл. 1194) и внук на бургграфа на замък Райнек († сл. 1170). Племенник е на Хайнрих фон Райнек († сл. 1194) и братовчед на бургграф Хайнрих I фон Райнек († пр. 1213).

## Деца
Йохан I фон Райнек има трима сина:
- Хайнрих II фон Райнек († 1247/1249), бургграф на замък Райнек
- Конрад фон Райнек († сл. 1266)
- Герхард фон Райнек († сл. 1264)